# Leng
Leng (nebo Y'Pawfrm e'din Leng) je fiktivní chladná suchá planina v mýtu Cthulhu, jejíž lokace se mění od příběhu k příběhu. Planina Tsang, zmiňovaná H. P. Lovecraftem a ostatními autory, je pravděpodobně oblast Lengu.
Abdul Alhazred popisuje planinu jako místo kde se odlišné reality spojují, což je možná důvod proč nemůže být přesné umístění Lengu určeno.

## Zmínky v Lovecraftově díle
Lovecraft poprvé popisuje Leng v povídce „Pes“ (1922) v které obávaný Necronomicon umisťuje Leng do Střední Asie a tvrdí že je obýván lidmi kultu požíračů mrtvol.
V Snovém Putování k Neznámému Kadathu, (1926) je Y'Pawfrm e'din Leng umístěna na sever Země snů, alternativní dimenze do níž lze vstoupit pouze ve spánku. Je obývána Vysokým Knězem který není popsán, jenž žije sám v prehistorickém klášteře, a rasou degenerovaných lidí kterých se bojí všichni ostatní lidé.
V povídce V Horách Šílenství, expedice z Miskatonické Univerzity prozkoumává planinu v Antarktidě a objevuje prastaré a jako opuštěné se jevící město vybudované Staršími. Jeden člen expedice, který se setkal s odkazy na planinu Leng v prastarých textech, uváří hypotézu že planina kterou prozkoumávají je Leng. V souladu s příbytkem Vysokého Kněze ve Snovém Putování k Neznámému Kadathu, jsou zdi budov na planině pokryty detailními freskami které jsou při čtení rušivé. Avšak, není nikde přesně stanoveno v textu – nebo v jiné Lovecraftově pozdější práci – jestli je Antarktické město skutečně Lengem. Ve skutečnosti, se zdá mnohem pravděpodobnější že město je jednoduše základna Starších kteří přišli na Zemi ne k dobývání, ale k životu v osamění.
Wilmarth krátce zmiňuje Leng v „Šepotu ve Tmě“.
Leng je také zmiňován v povídkách „Horror v Muzeu“ a „Celephaïs“.

## Ostatní zmínky
V románu Stephena Kinga Nezbytné věci Mr. Gaunt dává Ace Merril kokain a říká že byl vyroben na „pláních Lengu“, žádné další zmínky se neobjevují. Román obsahuje také další odkazy k Lovecraftovu dílu. Leng je zmiňován opět v Kingově románu Dračí oči, kde je popsán jako místo, kde muž jménem Alhazred napsal Flaggovu knihu kouzel. To naznačuje, že Flaggova kniha kouzel je samotným zapovězeným Necronomiconem.